# Cosmochilus falcifer
Cosmochilus falcifer är en fiskart som beskrevs av Regan, 1906. Cosmochilus falcifer ingår i släktet Cosmochilus och familjen karpfiskar. Inga underarter finns listade i Catalogue of Life.